# James Bordas
Pour les articles homonymes, voir Bordas.
James Bordas, né le 20 août 1929 à Libourne (Gironde) et mort le 25 décembre 2020 à Saint-Avertin (Indre-et-Loire), est un homme politique français.

## Détail des fonctions et des mandats
Mandat parlementaire
- 27 septembre 1992 - 30 septembre 2001 : Sénateur d'Indre-et-Loire

Mandat local
- mars 1983 - mars 2001 : Maire de Chambray-les-Tours[3]